# صعصعة بن صوحان
صعصعة بن صوحان العبدي من كبار أصحاب علي بن أبي طالب، وشارك معه في معركة الجمل وصفين والنهروان، وكان خطيبًا بليغًا، واستخدم هذا الفن في الدفاع عن علي بن ابي طالب.
رُوي أن جعفر الصادق عده من الأفراد المعدودين الذين يعرفون الإمام علي حق معرفته، ويُنسب له مسجد صعصعة في الكوفة.

## حياته
هو صعصعة بن صوحان من قبيلة عبد القيس، وُلد بالقرب من القطيف وبعد فترة انتقل إلى الكوفة، فسمي بالكوفي، ويُكنى بـأبو طلحة، وله من الأخوة زيد وصيحان.
أسلم صعصعة على عهد النبي محمد لكنَّه لم يرَ النبي، ويذكر أبو موسى الأشعري أرسل مبلغًا من المال إلى عمر بن الخطاب، فقسَّمه وتبقى قسمًا منه، فسأل المسلمين عن حكم ما تبقى من المال، فقال صعصعة: «إنَّما تشاور الناس فيما لم ينزل الله فيه قرآنًا، أمّا ما أنزل الله به من القرآن ووضعه مواضعه فضعه في مواضعه التي وضع الله تعالى فيها».
جاء في بعض المصادر أنه كان من معارضي عثمان بن عفان في الكوفة، فنفاه عثمان مع مجموعة إلى الشام، منهم أخوه زيد بن صوحان ومالك الأشتر، كما تذكر المصادر أنه قال حوارًا انتقد فيه صعصعة عثمان وسياسته في إدارة شؤون المسلمين.
رُوي عن جعفر الصادق أنه قال: «ما كان مع أمير المؤمنين من يعرف حقّه إلاّ صعصعة وأصحابه»، وذكره الشيخ المفيد في كبار أصحاب علي، كما ذكر ابن قتيبة أنَّ صعصعة من أشهر شخصيات الشيعة، وأورد المسعودي في مروج الذهب أنَّ علي عدَّ صعصعة من كبار العرب وفي مقدمة أصحابه، ونقل الكليني رواية مفادها أنَّ علي اختاره شاهدًا على وصيته.
شارك في تشييع جنازة علي، وبعد الدفن أتى إلى قبره وحثى التراب على رأسه وهو يبكي. 
شارك صعصعة في جميع المعارك التي حدثت في فترة حكم علي، فكان أخوه صيحان حامل لواء قبيلة عبد القيس في معركة الجمل، وبعد استشهاده حمل اللواء أخوه الآخر زيد، فاستشهد زيد فحمل اللواء من بعدهما صعصعة، وكان في معركة صفين قائد قبيلة عبد القيس القاطنة في الكوفة.
كان صعصعة خطيبًا ماهرًا، وصفته المصادر التاريخية وكتب الحديث بأنَّه كان فصيحًا بليغًا، ورُوي أن علي بن أبي طالب  نَعَته بالخطيب الشحشح (أي البليغ)، كما اعترف معاوية بن أبي سفيان والمغيرة بن شعبة بفصاحته وبلاغته، وقد خاطبه معاوية باللسان الحديد، وقال الكشي: إنِّ صعصعة وظَّف مهارته في الخطابة للدفاع عن علي بن أبي طالب.

## وفاته
توفي صعصعة في فترة حكم معاوية في الكوفة، وذكرت بعض المصادر أنَّ المغيرة نفى صعصعة بأمر من معاوية إلى جزيرة في البحرين وتوفي فيها حوالي سنة 70 هـ. ويوجد قبر منسوب لصعصعة في مدينة عسكر البحرينية، ويسمى مسجد صعصعة بن صوحان، وهناك مسجد أيضًا باسم مسجد صعصعة بالقرب من مسجد السهلة في الكوفة، وهو مقام كان يتعبد به.

## طالع أيضًا
- علي بن أبي طالب
- موقعة الجمل
- معركة صفين
- معركة النهروان